# Lachen, Unterallgäu
Lachen là một đô thị ở huyện Unterallgäu bang Bayern, Đức.